# Małgorzata Bocheńska
Małgorzata Bocheńska z domu Gąsiorowska (ur. 10 września 1949 w Warszawie, zm. 2 stycznia 2018 tamże) – polska dziennikarka, animatorka kultury i publicystka.

## Życiorys
Studia polonistyczne ukończyła na Uniwersytecie Warszawskim w 1976. W latach 1974–1981 pracowała jako redaktor w Teatrze Telewizji TVP.
W latach 1984–1989 współpracowała ze związanym ze środowiskiem opozycji demokratycznej Komitetem Helsińskim.
W 1984 powołała Salon 101, miejsce spotkań elit politycznych, naukowych i artystycznych skupiające rozproszone środowiska niepodległościowe.
W 1986 powołała Niezależną Grupę Filmową Index realizującą dokumenty w Europie i Ameryce Południowej na zamówienie polskich środowisk emigracyjnych i Freedom House. Jako reporter filmowy podziemia Małgorzata Bocheńska rejestrowała najważniejsze wydarzenia społeczne i polityczne – działalność ruchu społecznego „Solidarność”, NZS, Komitetów Obywatelskich przy przewodniczącym Lechu Wałęsie.

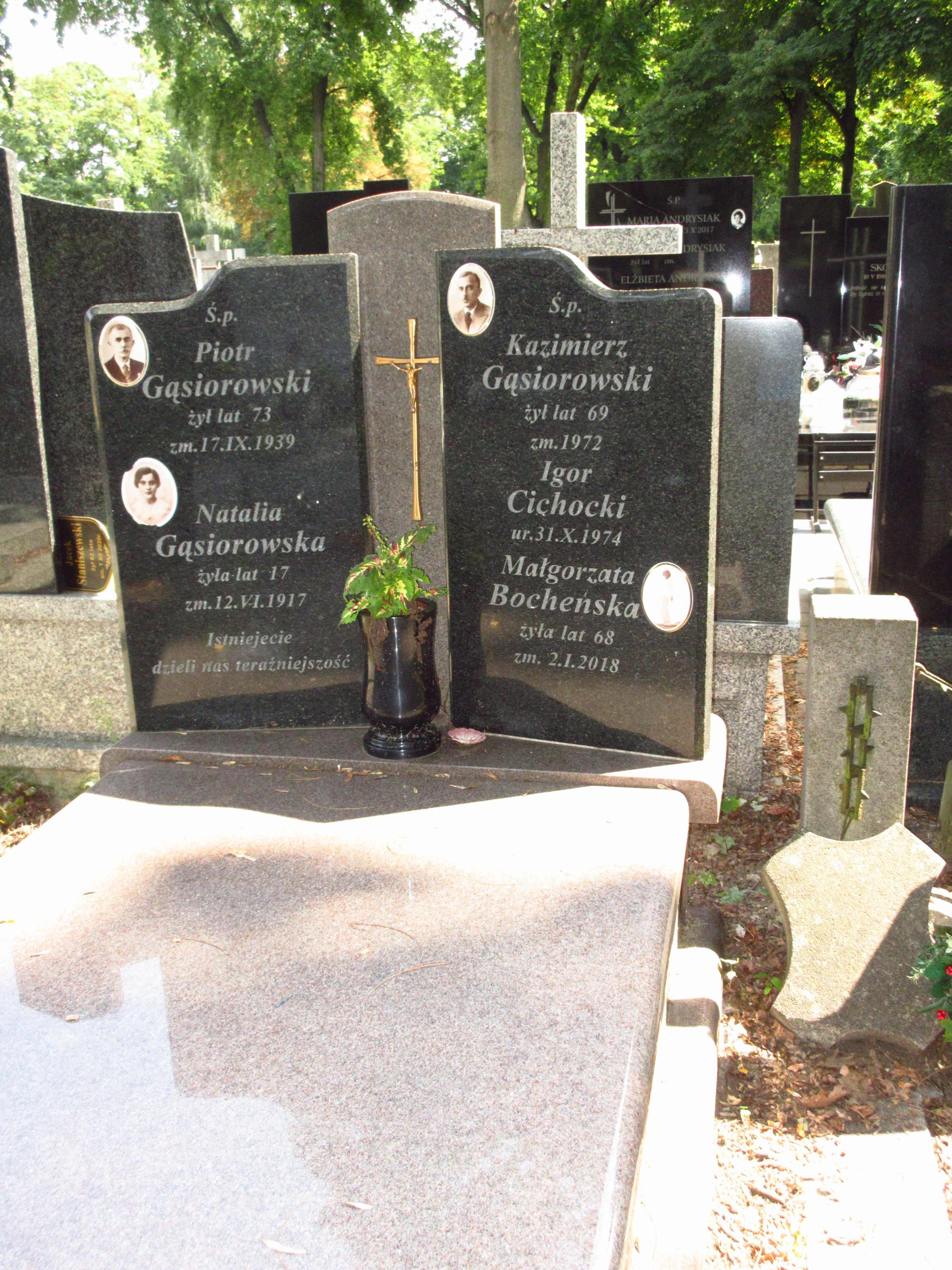
Grób Małgorzaty Bocheńskiej na Cmentarzu Bródnowskim.

W latach 1990–1992 była redaktorem naczelnym Redakcji Społeczno-Politycznej TVP. Prowadziła autorskie programy: Zapis, „Dziennikarze ujawniają, Kraje, narody, wydarzenia”. Od 1993 do 1995 prowadziła w TV Polonia autorski program dla emigracji „Studio Kontakt” – promocja polskiej kultury. Od 1995 była doradcą programowym w TV Polsat. W 2001 zainaugurowała akcję „Dnia Dobrej Wiadomości” ustanowionego na 8 września.
Była członkiem m.in. Stowarzyszenia Dziennikarzy Polskich, Stowarzyszenia Kulturalnego Beit Warszawa, Stowarzyszenia Wolnego Słowa. W 1997 bez powodzenia ubiegała się o mandat posła na Sejm w okręgu warszawskim z listy polskiego Stronnictwa Ludowego.

## Życie prywatne
Była siostrą Krzysztofa Gąsiorowskiego. Miała czworo dzieci. Mieszkała i tworzyła m.in. w Hiszpanii oraz na Malcie. Zmarła w Warszawie, pochowana na cmentarzu Bródnowskim (kw. 48A-4-22).

## Twórczość
- Ruchomy Świat. warszawa.naszemiasto.pl. [zarchiwizowane z tego adresu (2017-11-16)]., Salon101, Warszawa 2017[4]
- Mistrz życia, biografia o. J.M. Bocheńskiego, 1987
- Dar intuicji, Warszawa 1994, ISBN 83-86216-00-X

## Nagrody filmowe
- 1988 – Niepokalanów (Międzynarodowy Festiwal Filmów Katolickich) – II Nagroda w kategorii filmu dokumentalnego